# Šen Cchan
Šen Cchan (čínsky pchin-jinem Shěn Càn, znaky 沈粲, 1379–1453), byl čínský kaligraf a malíř raného mingského období významný svým vzorovým písmem.

## Jména
Šen Cchan používal zdvořilostní jméno Min-wang (čínsky pchin-jinem Mínwàng, znaky 民望) a pseudonym Ťien-an (čínsky pchin-jinem Jiǎn'ān, znaky zjednodušené 简庵, tradiční 簡庵).

## Život a dílo
Šen Cchan pocházel z okresu Chua-tching v prefektuře Sung-ťiang (dnes je Chua-tching městys v městském obvodu Ťia-ting v Šanghaji). Roku 1403 nový císař Jung-le po občanské válce obnovoval úřady, a Šen Cchan byl (se svým starším bratrem Šen Tuem) vybrán do akademie Chan-lin. Jeho obratnost v kaligrafii mu získala uznání panovníka i okolí. V úřadech postupoval z nízké funkce taj-čao (písařského asistenta) přes stylistu ústředního sekretariátu (čung-šu še-žen) a korektora (š’-tu) až na místo náměstka předsedy Velkého odvolacího soudu (šao-čching Ta-li s’).
Jeho energická kaligrafe vycházela ze stylu o generaci staršího Sung Sueje. Stejně jako jeho bratr vynikal v malém vzorovém písmu. Ve vyšším věku se obrátil i k písmu kurzivnímu a konceptnímu.
Jeho starší bratr Šen Tu byl také slavný kaligraf zaměstnaný v akademii Chan-lin, oba jsou shrnováni jako „dva Šenové“.